# 阿帕齐醌
阿帕齐醌（INN：apaziquone；暂定商品EOquin）是一种吲哚醌，是一种生物还原前药，类似于旧的化疗药物丝裂霉素C。在缺氧细胞中（例如膀胱内表面的细胞），阿帕齐醌通过细胞内还原酶转化为活性代谢物。该活性代谢物烷基化DNA并导致细胞凋亡。该活性优先在肿瘤细胞中表达。
将阿帕齐醌直接注入膀胱内后，血浆中不会检测到该药物及其活性代谢物，并且不会出现全身性副作用。
阿帕齐醌已应用于光谱制药公司和艾尔建赞助的临床研究中，用于治疗浅表（非肌肉浸润性）膀胱癌。在所有新诊断的膀胱癌患者中，大约70%患有非肌层浸润性膀胱癌。在美国和欧洲有超过100万患者受到这种疾病的影响。美国食品和药物管理局已授予阿帕齐醌用于该适应症的快速审评资格。